# Cynodontium strumulosum
Cynodontium strumulosum är en bladmossart som beskrevs av C. Müller och Kindberg in Macoun 1892. Cynodontium strumulosum ingår i släktet klipptussar, och familjen Dicranaceae. Inga underarter finns listade i Catalogue of Life.